# Надшвидкі зорі

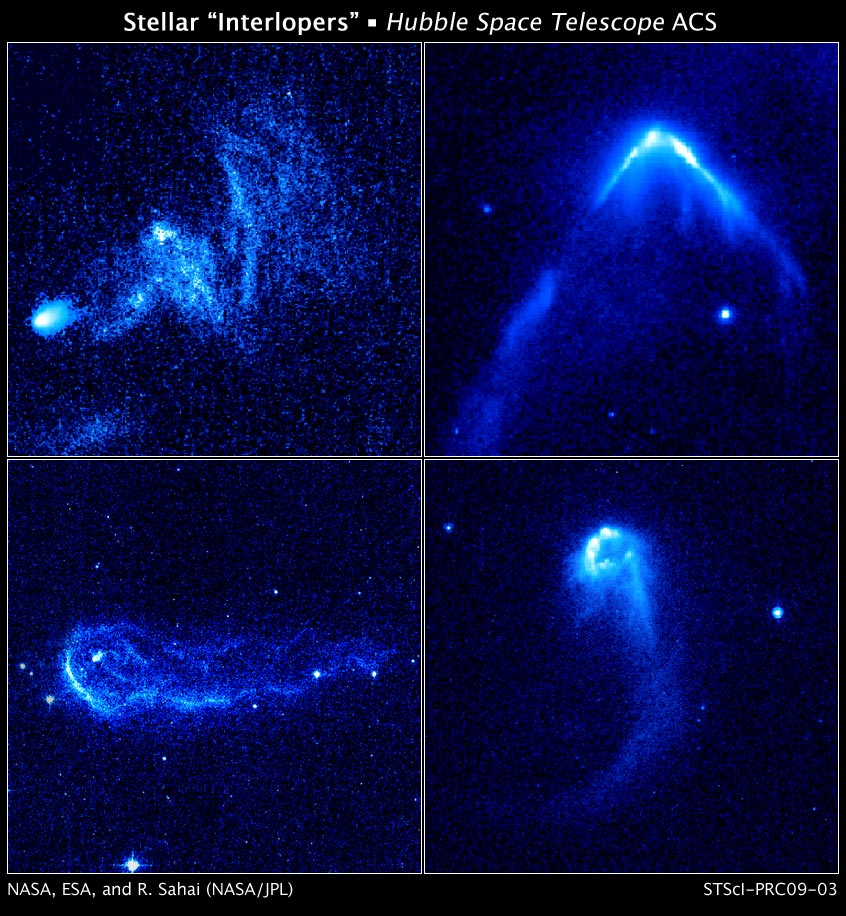
Надшвидкі зорі, зняті космічним телескопом Хаббл у період з жовтня 2005 по липень 2006 р. NASA

Надшвидкі зорі (англ. runaway star) — зорі, швидкість руху яких значно перевищує теоретичну швидкість обертання Галактики.
Власний рух подібної зорі часто вказується щодо зоряної асоціації, членом якої вона колись мала бути, перш ніж була викинута з неї. Чумацький Шлях здійснює один оберт за 250 мільйонів років. Більшість зір у Чумацькому Шляху йдуть в ногу з його повільним обертанням: швидкість Сонця, наприклад, щодо інших зір становить 19,4 км/с. Але в Галактиці існують і «зорі-втікачі»: їхня швидкість щодо інших зір становить до 200 км/с. Близько 10—30 % зір  спектрального класу О і 5—10 % всіх зір спектрального класу В мають швидкості подібного порядку. Усі вони — відносно молоді жителі Галактики — вік до 50 млн років, і за цей час вони проходять у просторі відносно невеликі відстані — від сотень парсек до кількох кілопарсек, тому іноді можна визначити скупчення, в якому вони народилися.

## Пояснення аномалії надшвидких зір
Передбачається, що такі зорі утворюються або при динамічній еволюції розсіяних зоряних скупчень і асоціацій, в яких вони народилися (найбільш імовірна причина — тісне потрійне зближення), або внаслідок розпаду подвійної системи під час вибуху наднової, коли надшвидка зоря отримує початковий імпульс під час вибуху зорі-супутника.
У той час як теоретично можливі обидва механізми, астрономи на практиці зазвичай схиляються до гіпотези вибуху  наднової.
Аномалія також може пояснюватися темною матерією, ще одне пояснення цього явища пропонує модифікована ньютонівська динаміка[джерело?].